# Young Conservatives
Young Conservatives ist die Jugendorganisation der britischen Conservative Party. Sie richtet sich an Mitglieder der Conservative Party die 25 Jahre oder jünger sind.
Die Young Conservatives sind auf internationaler Ebene Teil der International Young Democrat Union und auf europäischer Ebene Teil der European Young Conservatives.

## Geschichte
Die Young Conservatives wurden 1906 gegründet und hießen so bis zur Umbenennung 1998 in Conservative Future. Am 19. November 2015 wurde die gesamte Führung der Jugendorganisation suspendiert und die Jugend der Tories unter direkte Kontrolle der Partei gestellt. 2018 erfolgte dann unter dem alten Namen eine Wiedergründung der Parteijugendorganisation.